# Youngia pseudosenecio
Youngia pseudosenecio là một loài thực vật có hoa trong họ Cúc. Loài này được (Vaniot) C.Shih miêu tả khoa học đầu tiên năm 1997.